# Angela J. Yu
Angela J. Yu (* 20. Jahrhundert) ist eine Neuroinformatikerin und Hochschullehrerin. Sie ist Alexander-von-Humboldt-Professorin für Computational Neuroscience an der Technischen Universität Darmstadt und Mitglied der Fakultät für Informatik, wo sie eine Ehrenprofessur innehat.

## Leben und Werk
Yu studierte von 1996 bis 2000 Informatik, theoretische Mathematik und Kognitionswissenschaft am Massachusetts Institute of Technology. 2005 promovierte sie bei Peter Dayan in Computational Neuroscience am University College London. Anschließend forschte sie als Postdoktorandin an der Princeton University in den USA. Von 2005 bis 2008 war sie Assistenzprofessorin und danach bis 2022 außerordentliche Professorin an der University of California, San Diego. Sie war dort Gründungsmitglied des Halicioglu Data Science Institute, sowie Fakultätsmitglied des Contextual Robotics Institute, des Institute for Neural Computation und des Temporal Dynamics of Learning Center. 2022 wurde sie Alexander von Humboldt-Professorin für Computational Neuroscience an der Technischen Universität Darmstadt.
Auslandsaufenthalte führten sie unter anderem nach Deutschland, Portugal, Japan und in die Schweiz. Sie publiziert fachübergreifend in Journalen der Psychologie und Kognitionsforschung, der Psychiatrie, der Neurowissenschaften sowie der KI und des Maschinellen Lernens.

## Forschung
Yu arbeitet an computergestützten Modellen menschlicher sozialer Kognition, beispielsweise der Beurteilung von Eigenschaften, sozialer Entscheidungsfindung und wirtschaftlicher Entscheidungsfindung. Darüber hinaus nutzt sie theoretische Erkenntnisse der menschlichen Kognition, um KI- und maschinelle Lernmethoden zu entwickeln und zu erklären.
Ihre Forschung zielt darauf ab durch einen multidisziplinären Ansatzes, der experimentelle und theoretische Methoden kombiniert, die rechnerischen Prinzipien und neuronalen Grundlagen wichtiger kognitiver Funktionen wie Sehen, Aufmerksamkeit, Lernen, kognitive Kontrolle, Entscheidungsfindung, aktives Lernen/Erkennen, wirtschaftliche Entscheidungen und soziale Kognition zu identifizieren. Yu forscht an der Schnittstelle zwischen natürlicher und künstlicher Intelligenz. Ihre Gruppe nutzt verschiedene Methoden des maschinellen Lernens und der Statistik, z. B. Bayesianische statistische Modellierung, Kontrolltheorie, bestärkendes Lernen und Informationstheorie. Sie entwickelt theoretische Rahmen und mathematische Modelle, um verschiedene für die Intelligenz wichtige Aspekte der Kognition zu erklären.
Ihr Labor ist hauptsächlich auf theoretische Modellierung spezialisiert, nutzt aber auch verschiedene experimentelle Methoden, z. B. Verhaltensforschung, Eye-Tracking und fMRT, um die theoretischen Konzepte zu entwickeln und zu validieren. Darüber hinaus arbeitet ihre Gruppe mit verschiedenen Experimentalforschern zu verschiedenen Themen der menschlichen und tierischen Kognition zusammen, einschließlich neuronaler und psychiatrischer Beeinträchtigungen.

## Auszeichnungen und Ehrungen (Auswahl)
- 1995: National Merit Scholarship
- 2000: MIT Theodore Mangelsdorf Scholarship
- 2000: MIT Award for Excellence in Scholarship in Brain Science
- 2000: UCL Graduate School Research Scholarship
- 2000: NSF Graduate Research Fellowship
- 2003: UCL Graduate School Student Conference Fund Major Award
- 2013: NSF CRCNS Award
- 2013: US Army Research Office MURI Award
- 2022: Alexander von Humboldt Professorship for Artificial Intelligence[9]